# Nawrūz in Azerbaigian

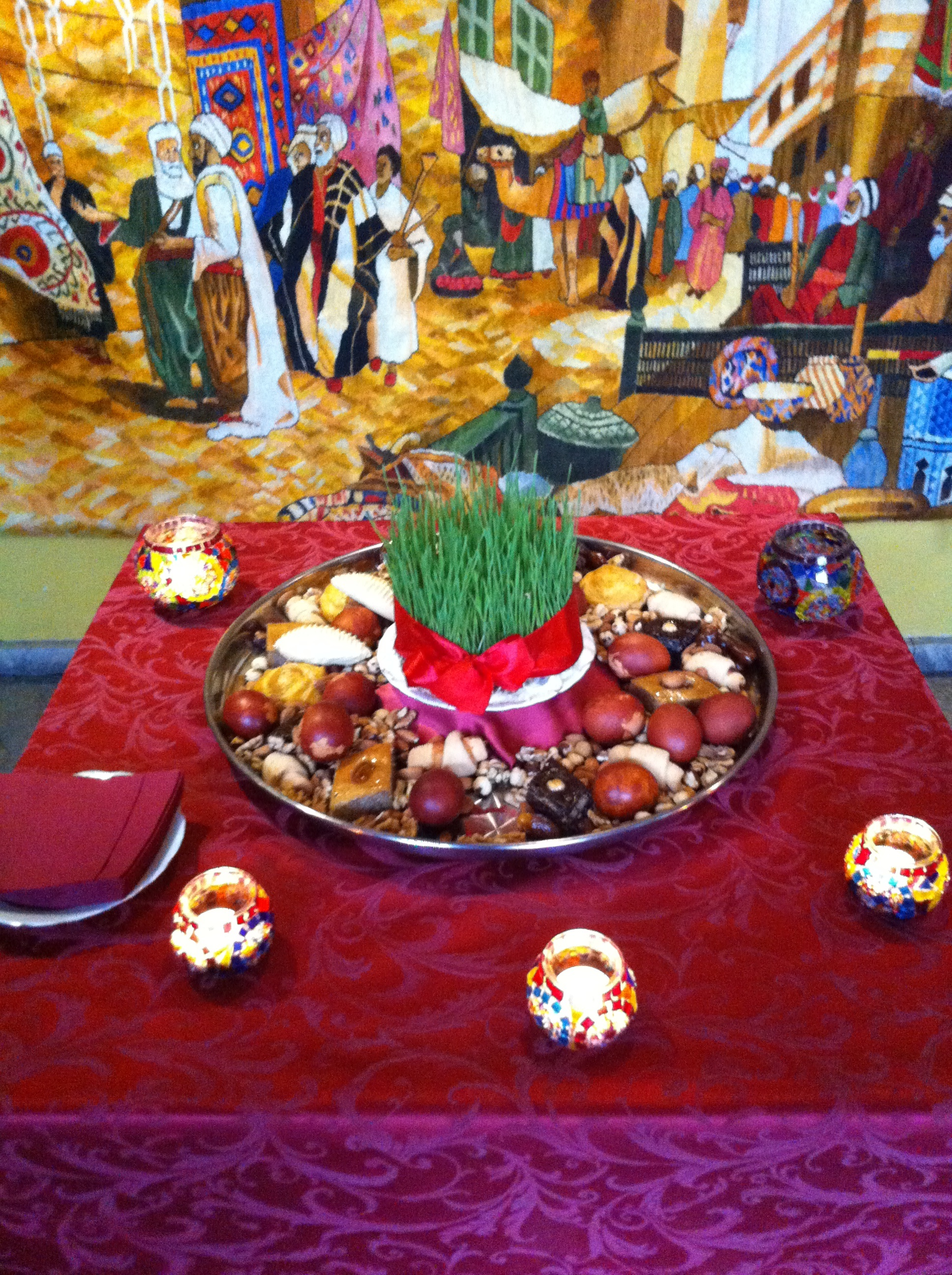
Xonça con i dolcetti e la semeni

La festa di Nawrūz o Novruz (in azero: Novruz bayramı) viene celebrata ogni anno in Azerbaigian per cinque giorni consecutivi, comprendenti sempre il 20 e il 21 marzo, equinozio di primavera. I giorni festivi di Novruz per l'anno successivo vengono determinati e annunciati al pubblico alla fine di dicembre. La festa è celebrata in onore dell'arrivo della primavera, per il rinnovamento della natura. Durante il Novruz, secondo la tradizione popolare, si accendono i falò, si preparano vari dolci (şəkərbura, badambura, pakhlava, goghal ecc.), si decora la xonça (vassoio pieno di diversi dolcetti e frutta), si piantano i semeni (germogli di grano), si dipingono le uova sode ed altro.
Il Novruz è la festa dell'ottimismo popolare, della vittoria delle forze vivificanti della natura, della sua energia e della sua fioritura. Fino a oggi, Novruz Bayram rimane la festa popolare più diffusa tra la gente. Nel 2009 il Novruz è stato incluso dall'UNESCO nella lista rappresentativa del patrimonio culturale immateriale dell'umanità.

## Tavola festiva
Il giorno della festa, la tavola imbandita è particolarmente speciale e importante. È l'occasione in cui si possono trovare dolci come şəkərbura, baklava, badambura, goghal ed altro. Il piatto principale della tavola festiva è il pilaf (spesso chiamato anche aş). In precedenza, sul tavolo doveva essere presente necessariamente un pesce con la testa, la quale veniva spesso farcita con noci e uva sultanina.

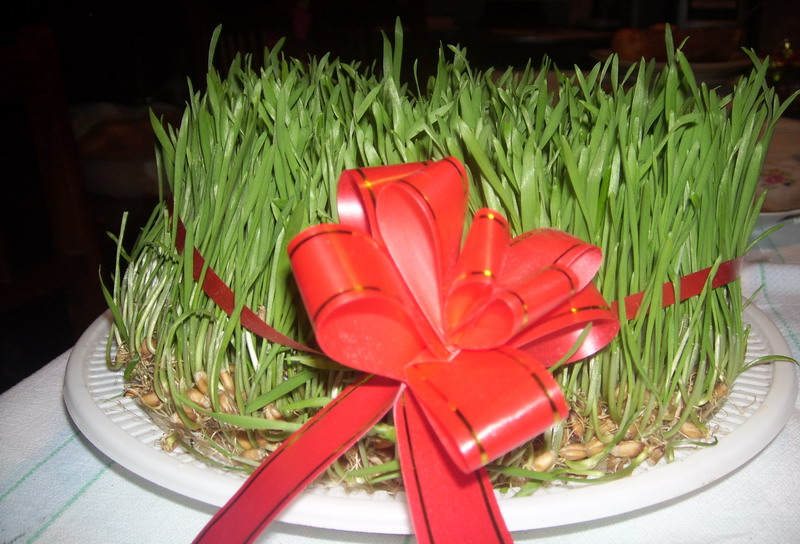
Səməni / Semeni

Secondo l'uso, sulla tavola festiva ci dovrebbero essere piatti composti da sette cibi i cui nomi iniziano con la lettera "s": sumax (spezie), süd (latte), sirkə (aceto), sünbül (spiga), səbzi (verdura), səməni (grano germogliato), süzmə (latte acido condensato). Oltre a questi piatti, sulla tavola vengono disposti uno specchio, delle candele e delle uova sode dipinte. Il Semeni è una presenza indispensabile del Nawrūz. Esso simboleggia l'abbondanza e la prosperità.

## Tradizioni e usi
Il primo giorno di Novruz tutti si alzano presto e si augurano a vicenda un felice e fortunato anno. Tradizionalmente, si offrono l'un l'altro dolci o regali. In questi giorni, di mattina, è usanza mangiare qualcosa di dolce (spesso miele o zucchero). Si dipingono le uova sode e ci si cimenta in una gara di resistenza. Un'altra curiosa usanza è la divinazione alla vigilia di Novruz, che si chiama düyün açmaq, cioè "sciogliere un nodo".
Uno dei rituali associati all'agricoltura e all'allevamento del bestiame consiste nel legare le corna di un bue, di una mucca e di un agnello con un nastro rosso. A Novruz non si può uccidere il bestiame o uccidere animali in genere. Inoltre, non si danno soldi in prestito, in modo che la casa non debba rinunciare alla prosperità. Per tradizione, in questi giorni non si può maledire, mentire, imprecare, condannare e bisogna evitare i gesti spregevoli.
Durante i giorni della festa, i cantanti ashiq e i khanende (cantanti di mugham) eseguono canzoni popolari, vengono svolti giochi popolari, i funamboli dimostrano le loro abilità, i pehlevan (lottatori popolari) gareggiano tra di loro e mostrano la loro forza, gli spettacoli dell'arte popolare si tengono nelle piazze. Tra tali spettacoli, il gioco comico Kyos-kosa è molto diffuso, nelle campagne si svolgono gare di cavalli come il gioco del chovgan, poi vengono organizzati i combattimenti di galli.
Come spesso nelle antiche tradizioni del popolo azero, la celebrazione di Novruz è piena di simboli. Quindi, la pakhlava è un simbolo di stelle nel cielo e i suoi strati (che possono essere 9 o 12) simboleggiano gli strati della Terra, l'atmosfera. La şəkərbura simboleggia la luna mentre il goghal il sole. Nei giorni della festa è molto diffuso dare alle persone un "regalino" festivo (in azero Novruz Payı). La xonça (vassoio pieno di diversi dolcetti) è pieno di prelibatezze, dolciumi festivi, semeni, candele che vengono inviate ai vicini e agli amici. Se nella famiglia c'è una ragazza fidanzata, allora, da parte dello sposo viene inviata una xonça speciale. In questo giorno, la famiglia dello sposo deve inviare regali alla casa della sposa: dolci, oro e argenteria. La famiglia della sposa, da parte sua, presta anche attenzione particolare alla famiglia dello sposo.
Ogni anno, alla vigilia della festa di Novruz, vengono celebrati quattro martedì invernali (in azero: ilaxır çərşənbə) che simboleggiano acqua, fuoco, vento e terra. La celebrazione inizia martedì sera. Esistono poesie, canzoni, giochi e credenze legate a questo giorno. L'ultimo martedì prima di Novruz, i bambini bussano alle porte delle case dei vicini, mettono i berretti davanti alla porta e si nascondono. I proprietari di queste case devono restituire i berretti con prelibatezze e dolciumi festivi. Anche in questo giorno, in ogni famiglia, in base al numero dei suoi membri, è abitudine accendere le candele che non si possono spegnere in anticipo.
Con l'avvento della sera i falò vengono accesi nei quartieri. Tutti si prendono per mano, danzano intorno ai falò e poi li saltano. Ci sono credenze che la pulizia delle fiamme dei fuochi divori tutto il male e le malattie, purificando l'anima. Tradizionalmente, tutti dovrebbero celebrare la festa a casa, con i membri della propria famiglia. Nei giorni di Novruz, la sciatteria e il disordine sono motivo di biasimo, quindi nelle case si fa ordine, si rinnovano vestiti, guardaroba, e quelli che hanno litigato devono far pace.